# Município (Roma Antiga)
Um município romano (em latim: municipium; plural: em latim: municipia) era o segundo mais elevado grau atribuído a uma cidade da Roma Antiga, inferior, no entanto, ao estatuto de colónia. Para conseguir este estatuto, uma cidade deveria dispor de algumas infraestruturas mínimas, como aquelas necessárias para o governo local.
O primeiro município foi Túsculo. Os cidadãos dos municípios (de primeira ordem) detinham inteira cidadania romana e direitos associados (civitas optimo iure), onde se incluía o direito de voto. Uma segunda classe de municípios era tipicamente constituída directamente dos centros tribais mais importantes. Ao contrário dos ditos de primeira ordem, os residentes nestes municípios não eram cidadãos romanos "completos" (embora os seus magistrados ganhassem o estatuto aquando da sua reforma), mas partilhavam com os primeiros os deveres dessa cidadania em termos de obrigatoriedade de taxas e serviço militar. Mais especificamente, não tinham também o direito de voto (o derradeiro direito em Roma, e um claro sinal da totalidade dos direitos). Um município era governado por apenas um cônsul, eleito entre quatro oficiais, todos sob o governo central romano.
Olisipo, a atual Lisboa, recebeu o status de município de Júlio César, por ter seu povo lutado ao lado das legiões romanas. O único município em solo britânico (Britânia) foi Verulâmio.